# الکسیس میشل
الکسیس میشل (به انگلیسی: Alexis Michelle) (زاده ۱۶ اکتبر ۱۹۸۴) زن‌پوش، خواننده آمریکایی است.

## اوایل زندگی
مایکلز در شهر نیویورک بزرگ شد. وی در مرکز هنرهای اینترلوشن حضور یافت و از دانشگاه میشیگان BFA در تئاتر موسیقی دریافت کرد. 
او از ده سالگی شروع به انجام درگ کرد و از سال ۲۰۰۳ کنسرت های حرفه ای خود را پرداخت کرد. پسر عموی او خواننده لیزا لوئب است. او یهودی است.